# Cobitis megaspila
Cobitis megaspila és una espècie de peix de la família dels cobítids i de l'ordre dels cipriniformes.

## Reproducció
És ovípar.

## Hàbitat
Viu en zones de clima temperat.

## Distribució geogràfica
Es troba a la conca del riu Danubi (Romania).